# Romina Holz
Romina Holz (* 27. Januar 1988 in Saarbrücken) ist eine ehemalige deutsche Fußballspielerin. Die Torfrau spielte den Großteil ihrer Karriere für den 1. FC Saarbrücken.

## Karriere

### Vereine
Holz spielte seit 1998 beim Nachwuchs des 1. FC Saarbrücken. Im Jahr 2007 stieg sie mit ihrer Mannschaft in die Bundesliga auf. In der folgenden Saison stand sie im Finale des DFB-Pokals. In der 12. Minute konnte sie dort einen Foulelfmeter von Renate Lingor parieren, dennoch unterlag Saarbrücken gegen den 1. FFC Frankfurt mit 1:5. Mit Saarbrücken stieg sie 2008 in die 2. Bundesliga ab und ein Jahr später wieder in die Bundesliga auf. Zur Saison 2009/10 wechselte sie zum SC 07 Bad Neuenahr. Dort blieb sie zu Saisonbeginn 560 Minuten ohne Gegentor. Im Juli 2010 kehrte sie wieder ins Tor des FC Saarbrücken zurück und beendete ihre Fußballkarriere ein Jahr später. Danach war sie als Handballspielerin beim HSV Püttlingen aktiv.

### Nationalmannschaft
Ihr erstes Juniorinnenländerspiel bestritt Holz am 7. April 2005 gegen Russland in Troisdorf. Im Jahre 2006 wurde Holz mit der U-19-Nationalmannschaft Europameisterin. Bei der U-20-Weltmeisterschaft 2006 in Russland erreichte sie das Viertelfinale.

## Erfolge
- U-17 Nordic-Cup Platz 3 2004
- U-17-Nordic-Cup-Sieger 2005
- U-19-Europameisterin 2006
- Teilnahme an der U-20 WM in Russland 2006
- Aufstieg in die Bundesliga 2007, 2009
- Erreichen des DFB-Pokal-Finals 2008